# Karl-Friedrich Höcker
Karl-Friedrich Höcker (Preußisch Oldendorf, 11 dicembre 1911 – Lubecca, 30 gennaio 2000) è stato un ufficiale tedesco.
Nel 2006, un album fotografico creato da Höcker (l'Album Höcker), con circa 116 immagini risalenti al suo periodo di attività ad Auschwitz, è stato consegnato allo United States Holocaust Memorial Museum, suscitando un nuovo interesse per le sue attività di amministratore del campo di concentramento.

## Infanzia e famiglia
Il più giovane di sei figli, Höcker nacque nel villaggio di Engershausen (ora parte di Preußisch Oldendorf), in Germania. Suo padre era un operaio edile, che fu ucciso in azione durante la Prima Guerra Mondiale.
Dopo un apprendistato come impiegato bancario, lavorò presso una banca a Lubecca prima di essere licenziato. Dopo essere stato disoccupato per due anni e mezzo, si unì alle SS nell'ottobre 1933 e al partito nazista nel maggio 1937.

## Campi di sterminio
Il 16 novembre 1939 entrò a far parte del IX reggimento di fanteria delle SS con sede a Danzica e, nel 1940, divenne aiutante del comandante delle SS del campo di concentramento di Neuengamme, Martin Gottfried Weiss. Nel 1942 Weiss fu anche il comandante del campo di concentramento di Arbeitsdorf, sempre con Höcker come aiutante. Fu poi trasferito nel maggio 1943 nel campo di concentramento di Majdanek, di nuovo come aiutante di Weiss, durante le deportazioni di massa e gli omicidi dell’Operazione Reinhardt. Successivamente Höcker seguì un corso presso l'accademia militare delle SS (Junkerschule) a Braunschweig, dove ricevette anche un addestramento militare. 
Nel 1944 divenne aiutante di Richard Baer e fu trasferito ad Auschwitz, dove rimase fino all'avanzata dell'esercito rosso sovietico nel gennaio 1945. Successivamente fu trasferito nel campo di concentramento di Mittelbau-Dora insieme a Baer. I due uomini amministrarono il campo fino all'arrivo degli Alleati. 
Höcker usò documenti falsi per fuggire dal campo ed evitare di essere identificato dagli inglesi quando lo catturarono.

## Processi post-guerra
Höcker si sposò prima della guerra ed ebbe un figlio e una figlia, con i quali si riunì dopo il suo rilascio (18 mesi di condanna) da un campo di prigionia britannico nel 1946. 
All'inizio degli anni '60 fu arrestato dalle autorità della Germania occidentale nella sua città natale, dove era un funzionario di banca. Non si sa perché la banca lo abbia assunto e promosso dopo una lunga assenza.
Al processo di Francoforte, Höcker negò di aver partecipato alla selezione delle vittime a Birkenau o di aver mai giustiziato personalmente un prigioniero. Negò qualsiasi conoscenza del destino dei circa 400.000 ebrei ungheresi che furono assassinati ad Auschwitz durante il suo mandato al campo. 
Dopo il processo fu dimostrato che Höcker era a conoscenza delle attività di genocidio nel campo, ma non che egli abbia avuto un ruolo diretto in esse. Nei processi postbellici, Höcker negò sempre il suo coinvolgimento nella selezione delle vittime. Nonostante i resoconti dei sopravvissuti e degli altri ufficiali delle SS lo abbiano legato a queste vicende, i pubblici ministeri non furono mai in grado di trovare prove conclusive per dimostrare la sua effettiva colpevolezza.
Nell'agosto 1965 Höcker fu condannato a sette anni di reclusione per aver aiutato ad eliminare oltre 1.000 persone ad Auschwitz. Fu rilasciato nel 1970 e tornò alla sua banca come impiegato, dove lavorò fino al suo pensionamento.
Il 3 maggio 1989 un tribunale distrettuale della città tedesca di Bielefeld condannò Höcker a quattro anni di reclusione per il suo coinvolgimento nella condanna a morte di prigionieri principalmente ebrei polacchi, nel campo di concentramento di Majdanek in Polonia. I registri del campo mostravano che tra il maggio 1943 e il maggio 1944 Höcker aveva acquistato almeno 3.610 chilogrammi di gas velenoso Zyklon B per l'uso a Majdanek.

## Album fotografico
Höcker morì nel 2000, sostenendo ancora di non avere nulla a che fare con il campo di sterminio di Birkenau. Durante la sua ultima dichiarazione al processo di Francoforte del 1965, affermò: 
Höcker testimoniò di non aver mai messo piede sulla rampa durante il processo di selezione, nonostante un sopravvissuto ricordasse un ufficiale con il cognome Höcker presente sulla rampa.
Un documentario in onda sul canale televisivo del National Geographic dal titolo Scrapbook from Nazi Hell, ha esaminato le affermazioni fatte dagli ex prigionieri di Auschwitz secondo cui un ufficiale tedesco con il cognome Höcker era presente sulla rampa durante il processo di selezione. 
Gli analisti fotografici hanno utilizzato i dati ottenuti dalle misurazioni di Höcker nelle diverse fotografie del suo album. Le misure dell'analisi fotogrammetrica, insieme all'altezza elencata nei suoi registri di servizio delle SS, sono state confrontate con una figura trovata in due delle foto dell'Album Auschwitz (realizzato da fotografi delle SS), il cui volto non è visibile. 
L'uomo, il cui volto non può essere visto perché la sua schiena è rivolta verso la fotocamera, viene mostrato sulla rampa su cui i nuovi arrivati, scesi dai treni, stanno attraversando il processo di selezione (lo smistamento dei prigionieri abbastanza sani da essere utili come lavoro forzato, dai malati, dagli anziani, dalle donne con bambini piccoli e dai bambini, immediatamente inviati alle camere a gas). È significativo notare che durante il suo processo e per il resto della sua vita, Karl Höcker ha negato con veemenza di avere a che fare con le uccisioni, e di essere stato presente o aver partecipato al processo di selezione. I risultati delle misurazioni tratte dall'album Höcker Album hanno mostrato che c'era quasi una corrispondenza esatta con il militare mostrato sulla rampa durante la selezione, sebbene sia quasi impossibile dimostrare oltre ogni ragionevole dubbio che l'uomo nella foto sia davvero Höcker. 
C'è, infatti, una significativa discrepanza tra Höcker e il nazista sulla rampa. Karl Höcker, nel maggio 1944 al momento della sua nomina come aiutante del comandante del campo, ricoprì il ruolo di SS-Obersturmführer (primo luogotenente), ma l'ignoto sulla rampa porta una uniforme da SS-Oberscharführer (sergente tecnico). Come possibile spiegazione di ciò, è stato ipotizzato dal documentario che Höcker avrebbe potuto indossare l'uniforme di rango inferiore per nascondere la sua vera identità. 
Salvo prove concrete, tutto quanto sopra è congettura.